# Octomeria unguiculata
Octomeria unguiculata är en orkidéart som beskrevs av Rudolf Schlechter. Octomeria unguiculata ingår i släktet Octomeria och familjen orkidéer. Inga underarter finns listade i Catalogue of Life.